# Tunisien i olympiska sommarspelen 1964
Tunisien deltog med 9 deltagare vid de olympiska sommarspelen 1964 i Tokyo. Totalt vann de en silvermedalj och en bronsmedalj.

## Medaljer

### Silver
- Mohammed Gammoudi - Friidrott, 10 000 meter.

### Brons
- Habib Galhia - Boxning, lätt weltervikt.